# Francis M. Pipkin Award
Der Francis M. Pipkin Award ist ein von der American Physical Society (APS) seit 1999 alle zwei Jahre vergebener Physikpreis.
Voraussetzung ist, die Doktorarbeit ist nicht älter als 15 Jahre und befasst sich mit Forschungen im Bereich der Präzisionsmessungen und Fundamentalkonstanten (Naturkonstanten). Zudem muss sie sich als herausragende Arbeit beweisen. Mit dieser Auszeichnung werden Nachwuchswissenschaftler geehrt und gefördert, deren Forschungsergebnisse zur weiten Verbreitung der Ergebnisse dieser Forschung beitragen.  Das vergebene Preisgeld beträgt 2000 US-Dollar.
Die Preisträger werden auf der Grundlage ihrer bisherigen Veröffentlichungen und drei Nominierungen in die Auswahl genommen. Jedes APS-Mitglied, aber kein Mitglied des Auszeichnungskommittees, kann einen Kandidaten vorschlagen.

## Preisträger
- 1999: Steven Keith Lamoreaux
- 2001: Jens H. Gundlach
- 2003: Eric A. Hessels
- 2005: Ronald L. Walsworth
- 2007: David DeMille
- 2009: Zheng-Tian Lu
- 2011: Michael Romalis
- 2013: Randolf Pohl
- 2015: Holger Mueller
- 2017: Jens Dilling
- 2019: Tanya Zelevinsky
- 2021: Andrew D. Ludlow
- 2023: Andrew Geraci
- 2025: Kyle Leach